# Paolo Ferrari (actor)
Paolo Vitta, cunoscut ca Paolo Ferrari, (n. 26 februarie 1929, Brussel, Comunitatea Francofonă din Belgia⁠(d), Belgia – d. 6 mai 2018, Monterotondo, Lazio, Italia) a fost un actor și moderator de televiziune italian.